# Чувашский Калмаюр
Чува́шский Калмаю́р (чув. Чӑваш Калмаюрӗ) — село в Чердаклинском районе Ульяновской области, Калмаюрское сельское поселение. Расположено на р. Калмаюр, в 19 км к юго-востоку от райцентра Чердаклы.

## История
Основано в 1697 году служилыми татарами и служилыми чувашами из Чердаклов и Уренбаш.
Основание села Чувашский Калмаюр (в начале — деревня Калмаюр) связано с именем чуваша-язычника Яшнотки Енохтаева, с которым пришли и получили земли 40 человек. Среди них были и татары, и чуваши: часть — служилые чуваши, выполнявшие лашманную повинность, другая — ясачные; с 1835 до 1860-х гг. — удельные крестьяне; занимались земледелием, животноводством.
Чуваши сами себя именовали «кереметниками» от слова «керемет» (это — озеро в середине села, болотистый лес), что означает священная заповедная роща. У чуваш-язычников они находились в огромном почёте и уважении. Здесь они собирались и поклонялись своим богам, идолам и здесь же совершались молитвы и всевозможные жертвоприношения.
В сентябре 1833 года здесь проездом был А. С. Пушкин.
В 1780 году деревня Калмаюр, крещённых чуваш, вошёл в состав Ставропольского уезда Симбирского наместничества.
В 1785 году при топографическом описании Ставропольского уезда Симбирского наместничества, было записано: «…2. Деревня Чувашская Калмаюр, где западный берег речки Калмаюра изобилует колчеданами.»
В 1798 году по Указу Симбирской Казённой Палаты вновь переселилось из Буинского уезда — из деревень Нижний Чепкас (ныне Чепкас-Никольское) и Нижних Чепчелей, служилых татар числом 79 душ мужского пола. С этого времени деревня Чувашский Калмаюр начинает пополняться служилыми татарами, которые начали селиться за безымянной речкой (приток реки Калмаюр), основав в дальнейшем село Татарский Калмаюр.
С 1861 года в составе Коровинской волости Ставропольского уезда Самарской губернии.
В конце XIX в были построены: церковь и церковно-приходская школа, 2 мечети с начальной школой для мусульманских детей, 13 ветряных мельниц, функционировал базар.
В 1895 году строилась 3-я мечеть.
В 1908 году, с проведением в стране Столыпинской аграрной реформы, татарские жители Чувашских Калмаюр, через речку, основали деревню Татарский Калмаюр.
В 1930 году в селе Чувашский Калмаюр образовался колхоз «Канаш», куда вошли 28 крестьянских хозяйств.
В 1950 году колхозы «Красный пахарь», «Алга» и имени «Ворошилова» соединились. В 1951 году к ним присоединился колхоз «Канаш». В 1957 году переименовали в колхоз «40 лет Октября».
В 1993 вновь открыта церковь.
В 2005 году село вошло в состав Калмаюрского сельского поселения.

## Население
| Год  | Число дворов | Число жителей | Примечания |
| ---- | ------------ | ------------- | --- |
| 1762 |              | 390           | |
| 1780 |              | 216           | крещёных чуваш — 201, помещиковых крестьян — 15.                                                                       |
| 1795 |              | 205           | Ревизских душ |
| 1798 | 60           | 435           | 227 душ мужского и 208 душ женского пола.                                                                              |
| 1859 | 156          | 1494          | (726 муж., 768 жен) |
| 1889 | 437          | 2300          | церковь, 2 мечети, 11 ветр. мельниц, обдирка, базар.                                                                   |
| 1897 |              | 2859          | 1416 муж., 1443 жен. (чуваши, татары)                                                                                  |
| 1910 | 179          | 1146          | (без татарских жителей, которые основали д. Татарский Калмаюр). Церковь. Церк.-приходск. шк. 13 ветрян. мельн., базар. |
| 1928 |              | 839           | |
| 1930 | 235          | 990           | русские, чуваши |
| 1989 |              | 404           | |
| 2008 |              | 301           | (чуваши) |
| 2010 |              | 405           | |

## Известные люди села
- Константинов, Иван Дмитриевич — Герои Социалистического Труда[11].
- Кривов, Тимофей Степанович — Герои Социалистического Труда, учился в церковно-приходской школе села[12].

## Достопримечательности
- В 3 км от села находится булгарский могильник.
- Родник безымянный[13].